# جاونی
جاونی، روستایی در دهستان بندر چارک بخش شیبکوه شهرستان بندر لنگه در استان هرمزگان ایران است.

## جمعیت
بر پایه سرشماری عمومی نفوس و مسکن در سال ۱۳۹۵، جمعیت این روستا برابر با ۱۷۷ نفر (۴۹ خانوار) بوده است.